# 24-Stunden-Rennen von Spa-Francorchamps 1948

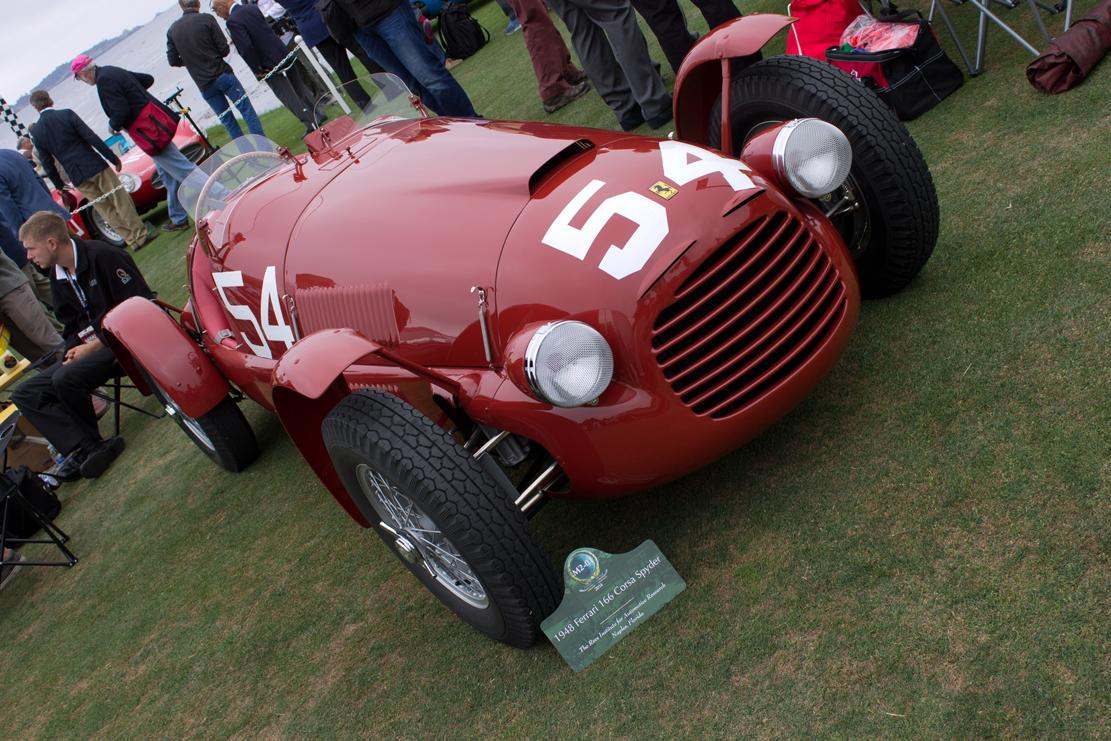
Der von Luigi Chinetti und Louis Chiron gefahrene Ferrari 166 Spyder Corsa

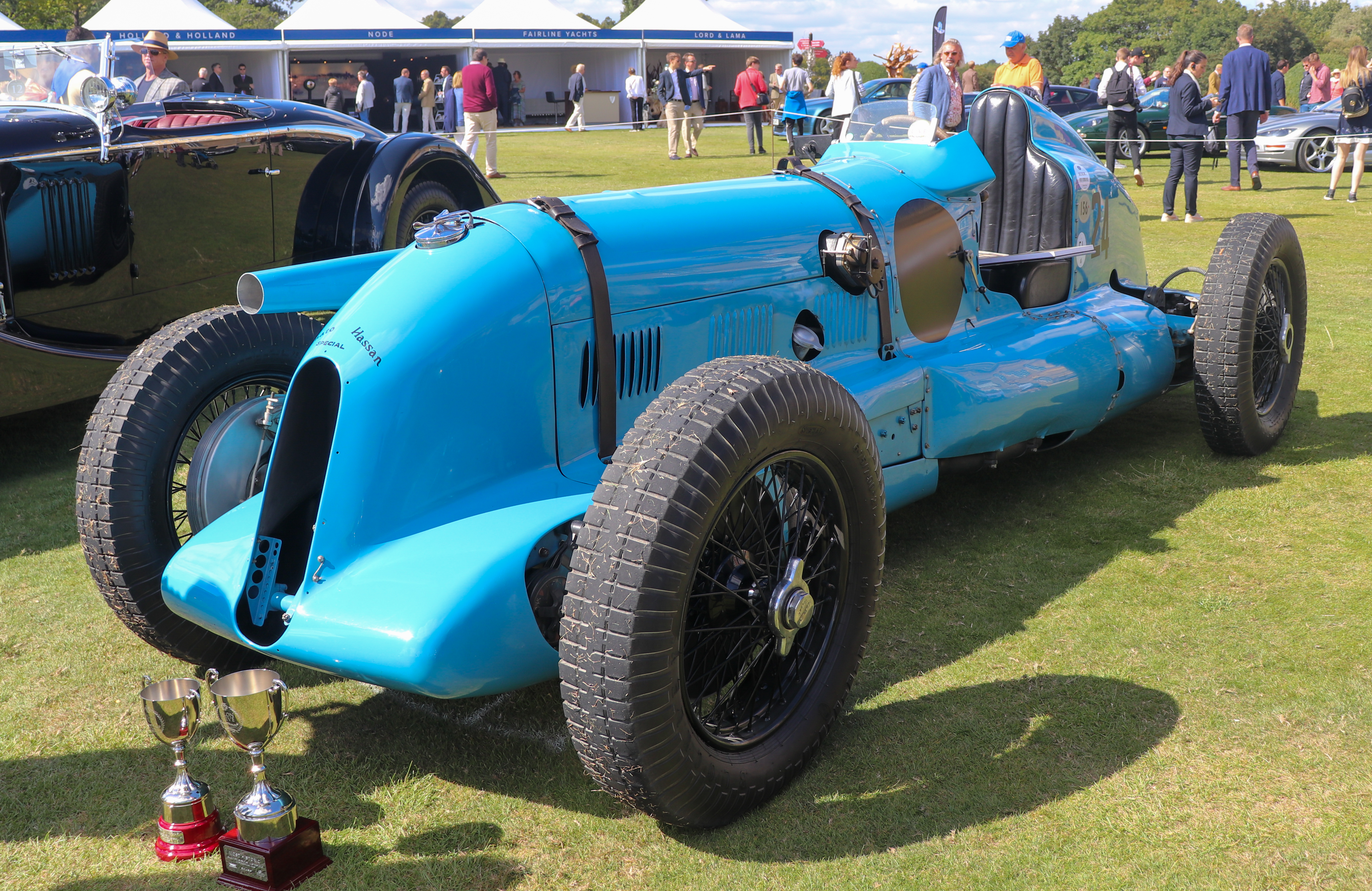
Barnato-Hassan-Bentley, in Spa gefahren von Ian Metcalfe und Lance Macklin

Das 13. 24-Stunden-Rennen von Spa-Francorchamps, auch 24 Heures de Spa, Spa-Francorchamps, fand am 11. und 12. Juli 1948 auf dem Circuit de Spa-Francorchamps statt.

## Vor dem Rennen
Mit dem Beginn des Zweiten Weltkriegs endeten im Herbst 1939 die Rennaktivitäten am Circuit de Spa-Francorchamps. Während der Ardennenoffensive im Winter 1944/1945 kam es auch in der Region um die Strecke zu erheblichen Kampfhandlungen. Besonders betroffen waren die beiden Orte Stavelot und Malmedy, wo es am 17. Dezember 1944 zu einem Massaker durch die Kampfgruppe Peiper der Leibstandarte SS Adolf Hitler an kriegsgefangenen Soldaten der United States Army kam.
Das erste Rennen nach dem Krieg war im Juni 1946 der Grand Prix Automobile de Belgique, eine Veranstaltung die aus drei Sportwagenrennen unterschiedlicher Hubraumklassen, bestand. Einer der Sieger war Jock Horsfall, der auf einem Aston Martin Speed Model das Rennen für Wagen bis 2 Liter Hubraum gewann. Die Boxenalge überstand die Kriegsjahre weitgehend unbeschädigt, benötige aber Renovierungsarbeiten an der Bausubstanz. Die Teams und die jeweiligen Fahrer mussten mit einem provisorischen Zeltlager vorliebnehmen. Auguste Buisseret, der Bürgermeister von Lüttich und Innenminister der Regierung von Achille Van Acker organisierte fünf Millionen belgische Franc, die für den kompletten Neubau der Boxenanlage und die Errichtung neuer Zuschauertribünen Verwendung fanden. Nach nur einem Jahr Bauzeit erfolgte im 1947 mit dem Großen Preis von Belgien die feierliche Neueröffnung. Ein Jahr später fand das erste 24-Stunden-Rennen von Spa-Francorchamps seit 1938 statt.

## Das Rennen
Ein buntes Feld an Fahrzeugen aus sieben Rennklassen stand am Nachmittag des 11. Juli 1948 in der Startaufstellung. Der britische Unternehmer David Brown hatte 1947 den Autobauer Aston Martin übernommen und meldete einen Aston Martin DB1 für Jock Horsfall und Leslie Johnson. Den Einsatz wickelte seine David Brown Organisation ab. Fahrer Jock Horsfall war auch als Fahrzeugeigner aktiv. Seinen privaten Aston Martin Speed Model fuhren Tony Rolt und André Pilette. Weitere Werkswagen waren zwei Gordini, darunter der Simca-Gordini TMM von José Scaron und Pierre Veyron. Luigi Chinetti und Louis Chiron fuhren einen Ferrari 166 Spyder Corsa, eigentlich ein Monoposto-Rennwagen mit Kotflügeln über allen vier Rädern. Drei Škoda 1101 Tudor meldete der ortsansässige Škoda-Händler Healers. Die Fahrzeuge erhielten einen auf ein Fassungsvermögen von 55 Liter vergrößerten Treibstofftank und kamen mit dem für damalige Verhältnisse geringen Verbrauch von 8,1 Liter pro 100 Kilometer über die 24-Stunden-Diszanz. Ergebnis war der Dreifachsieg in der Tourenwagenklasse bis 1,1 Liter Hubraum. Ein ungewöhnliches Fahrzeug war der Barnato-Hassan-Bentley. Der dreifache Le-Mans-Sieger Woolf Barnato ließ den Wagen, der einen 8-Liter-Bentley-Motor hatte, 1934 vom Walter Hassan als Rekordwagen entwickeln und bauen. Nach dem Krieg war das Fahrzeug im Besitz von Ian Metcalfe. Ausgestattet mit Scheinwerfern und Rücklichtern fuhren Metcalfe und der junge Lance Macklin, nach der Überfahrt über den Ärmelkanal, den zwei Tonnen schweren Wagen auf belgischen Landstraßen nach Spa. Dabei ging die Kupplung zu Bruch und der Wagen musste abgeschleppt werden. Die Reparatur dauerte bis knapp vor dem Rennstart.
Das Wetter war am Rennwochenende so schlecht, dass die Organisatoren Einheiten der Belgischen Streitkräfte zur Unterstützung der Teams anforderte. Beim Rennstart um 16 Uhr klarte es kurz auf, was de belgischen Fahrer Charles Delhaes animierte das Faltdach seines Jawa Minor abzunehmen. Die ersten beiden Rennstunden führte Henri Louveau im Delage D6-3L, ehe Teamkollege Louis Gérard im dichten Nebel in der Haarnadel von Stavelot links anstatt rechts abbog und den Delage in einen Graben fuhr. Davor war der Brite Dick Stallebras verunglückt. Der unerfahrene Stallebras, Besitzer eines Aston Martin Speed Model, übernahm den Wagen vom Teamkollegen Jack Fairman und kam nur bis zur Malmedy-Kurve, wo er von Strecke abkam und sich mit dem Aston Martin auf einem Feld mehrmals überschlug. Er starb am Abend in einem Krankenhaus. Während am Baranto-Hassan-Bentley erneut die Kupplung streikte, führten Horsfall und Johnson ab Mitternacht im strömenden Regen bis zum Rennende. Im Ziel hatten sie einen Vorsprung von zwei Runden auf den Fiat 1100S der Scuderia Ambrosiana, gefahren von Aldo Bassi und Émile Cornet.

## Ergebnisse

### Schlussklassement
| 1           | S 2.0   | 54  | Aston Martin Ltd.   | Jock Horsfall Leslie Johnson       | Aston Martin DB1         | 192 |
| 2           | S 1.1   | 16  | Scuderia Ambrosiana | Aldo Bassi Émile Cornet            | Fiat 1100S               | 190 |
| 3           | S 1.5   | 10  | Automobiles Gordini | José Scaron Pierre Veyron          | Simca-Gordini TMM        | 190 |
| 4           | S 4.0   | 72  | Guy Mairesse        | Guy Mairesse Edmond Mouche         | Delahaye 135CS           | 187 |
| 5           | S 1.1   | 18  | Scuderia Ambrosiana | Mario Brambilla Vestidello         | Fiat 1100S               | 179 |
| 6           | S 3.0   | 62  | Auguste Veuillet    | Auguste Veuillet Maurice Varet     | Delage D6-3L             | 175 |
| 7           | S 1.1   | 8   | Automobiles Gordini | Aldo Gordini Jean Cayla            | Simca-Gordini T8         | 175 |
| 8           | S 3.0   | 80  | Donald Healey       | Nick Haines Tommy Wisdom           | Healey Elliott           | 175 |
| 9           | S 1.5   | 44  | Ecurie Lapin Blanc  | Jack Scott Neville Gee             | HRG Aerodynamic          | 167 |
| 10          | S 4.0   | 70  | Jean Brault         | Jean Brault Pierre Maréchal        | Delahaye 135             | 166 |
| 11          | S + 4.0 | 92  | Jean Damman         | Jean Damman De Belder              | Talbot-Lago T150SS       | 162 |
| 12          | S 2.0   | 34  |                     | Houben Nurnberg                    | BMW 328                  | 161 |
| 13          | S 1.5   | 46  | Ecurie Lapin Blanc  | Ray Brock Bob Freeman Wright       | HRG 1500 Coupé           | 158 |
| 14          | S 4.0   | 82  |                     | G. Marinx L. Marinx                | Kaiser Saloon            | 153 |
| 15          | S 1.1   | 24  | Jacques Swaters     | Jacques Swaters Paul Frère         | MG PB                    | 149 |
| 16          | S 1.5   | 42  | Ecurie Lapin Blanc  | Peter Clark Pierre Maréchal        | HRG Aerodynamic          | 149 |
| 17          | S 1.5   | 68  |                     | Grainger Guilbert                  | Lancia Aprilia           | 141 |
| 18          | S 1.5   | 56  | Rudolf Fortmann     | Rudolf Fortmann Anner              | MG TC                    | 137 |
| 19          | T 1.1   | 100 | Healers             | Georges Andre L. Delhaes           | Škoda 1101 Tudor         | 136 |
| 20          | T 1.1   | 102 | Healers             | Scheid Serge Orban                 | Škoda 1101 Tudor         | 136 |
| 21          | T 1.1   | 104 | Healers             | Unzel Jean-Claude Sauer            | Škoda 1101 Tudor         | 136 |
| 22          | T 1.1   | 106 | Healers             | Cockx Charles Delhaes              | Jawa Minor               | 128 |
| 23          | S 4.0   | 86  |                     | Havaux Poulette                    | Bugatti T49 3.0          | 115 |
| Ausgefallen |         |     |                     |                                    |                          |     |
| 24          | S 3.0   |     |                     | Steinbach Delporte                 | Alfa Romeo 8C 2900       |     |
| 25          | S 1.5   |     | Just-Emile Vernet   | Just-Emile Vernet Georges Trouis   | Riley TT Sprite          |     |
| 26          | S + 4.0 |     | Ian Metcalfe        | Ian Metcalfe Lance Macklin         | Barnato-Hassan-Bentley   |     |
| 27          | S 1.1   |     | Ets. Monopole       | Jean de Montrémy Eugène Dussous    | Monopole                 |     |
| 28          | S 1.1   |     | Ets. Monopole       | Jean Hémard Pierre Hémard          | Monopole                 |     |
| 29          | S 1.1   | 14  | Scuderia Ambrosiana | Diego Capelli Franco Cortese       | Fiat 1100S               |     |
| 30          | S 2.0   | 30  | Louis Eggen         | Louis Eggen Egon Kraft de la Saulx | Alvis TA14               |     |
| 31          | S 2.0   | 32  | Richard Stallebras  | Richard Stallebras Jack Fairman    | Aston Martin Speed Model |     |
| 32          | S 2.0   | 36  | Marcel Masuy        | Marcel Masuy Jef Legros            | BMW 328                  |     |
| 33          | S 3.0   | 40  | Luigi Chinetti      | Luigi Chinetti Louis Chiron        | Ferrari 166 Spyder Corsa |     |
| 34          | S 2.0   | 48  | Garage Monaco       | Dudley Folland Ian Connell         | Aston Martin Speed Model |     |
| 35          | S 2.0   | 50  | Jock Horsfall       | Tony Rolt André Pilette            | Aston Martin Speed Model |     |
| 36          | S 2.0   | 52  | John Heath          | John Heath George Abecassis        | HW-Alta                  |     |
| 37          | S 3.0   | 60  | Franz Breyre        | Franz Breyre Trasenster            | Delage D6-3L             |     |
| 38          | S 3.0   | 60  | Henri Louveau       | Henri Louveau Louis Gérard         | Delage D6-3L             |     |
| 39          | S 4.0   |     | René Bouchard       | René Bouchard Pierre Larrue        | Delahaye 135             |     |
| 40          | S 2.0   | 84  | John Gordon         | John Gordon Lewis                  | Lancia Astura Spezial    |     |

### Nur in der Meldeliste
Hier finden sich Teams, Fahrer und Fahrzeuge, die ursprünglich für das Rennen gemeldet waren, aber aus den unterschiedlichsten Gründen daran nicht teilnahmen.
| Pos. | Klasse | Nr. | Team               | Fahrer             | Chassis |
| ---- | ------ | --- | ------------------ | ------------------ | ------- |
| 41   | S 2.0  | 38  |                    |                    | BMW 328 |
| 42   |        | 94  | Gianfranco Comotti | Gianfranco Comotti | Talbot  |

### Klassensieger
| Klasse  | Fahrer           | Fahrer         | Fahrzeug          | Platzierung im Gesamtklassement |
| ------- | ---------------- | -------------- | ----------------- | ------------------------------- |
| S + 4.0 | Jean Damman      | De Belder      | Talbot T150SS     | Rang 11                         |
| S 4.0   | Guy Mairesse     | Edmond Mouche  | Delahaye 135CS    | Rang 4                          |
| S 3.0   | Auguste Veuillet | Maurice Varet  | Delage D6-3L      | Rang 6                          |
| S 2.0   | Jock Horsfall    | Leslie Johnson | Aston Martin DB1  | Gesamtsieg                      |
| S 1.5   | José Scaron      | Pierre Veyron  | Simca Gordini TMM | Rang 3                          |
| S 1.1   | Aldo Bassi       | Émile Cornet   | Fiat 1100S        | Rang 2                          |
| T 1.1   | Georges Andre    | L. Delhaes     | Škoda 1101 Tudor  | Rang 19                         |

### Renndaten
- Gemeldet: 42
- Gestartet: 40
- Gewertet: 23
- Rennklassen: 7
- Zuschauer: unbekannt
- Wetter am Renntag: Regen und Nebel
- Streckenlänge: 14,914 km
- Fahrzeit des Siegerteams: 24:00:00,000 Stunden
- Gesamtrunden des Siegerteams: 192
- Gesamtdistanz des Siegerteams: 2863,488 km
- Siegerschnitt: 115,985 km/h
- Pole Position: unbekannt
- Schnellste Rennrunde: Louis Chiron – Ferrari 166 Spyder Corsa (#40)
- Rennserie: zählte zu keiner Rennserie